# 裏切りのサーカス
『裏切りのサーカス』（うらぎりのサーカス、原題: Tinker Tailor Soldier Spy）は、2011年のイギリス・フランス・ドイツ合作のスパイ映画。ジョン・ル・カレの1974年の小説『ティンカー、テイラー、ソルジャー、スパイ』を、ブリジット・オコナーとピーター・ストローハンが脚本化し、トーマス・アルフレッドソンが監督した作品である。主人公のジョージ・スマイリーをゲイリー・オールドマンが演じ、コリン・ファース、トム・ハーディ、ジョン・ハート、トビー・ジョーンズ、マーク・ストロング、ベネディクト・カンバーバッチ、キアラン・ハインズらが共演する。
イギリスのワーキング・タイトル・フィルムズが製作し、フランスのスタジオカナルが出資した。プレミア上映は第68回ヴェネツィア国際映画祭コンペティション部門で行われた。本作は批評家には好評を持って迎えられ、またイギリスでは週末興行収入で3週連続1位となった。日本ではR15+指定。

## あらすじ
時は東西冷戦下。イギリス秘密情報部、通称「サーカス（ロンドンのケンブリッジ・サーカスに本部があることに由来）」MI6とソ連情報部、通称「モスクワ・センター」KGBは、水面下で様々な情報戦を繰り広げていた。
長年の作戦失敗や情報漏洩から、サーカスの長官であるコントロールは、内部にモスクワ・センターの二重スパイ（もぐら）がいることを確信。密かにマザー・グースの「鋳掛け屋さん、仕立て屋さん、兵隊さん」の歌詞になぞらえたコードで幹部たちの身辺を探るとともに、「もぐら」に関する情報源と接触するため、サーカスのジム・プリドーをハンガリーに送り込むも作戦は失敗。責任をとってコントロールと彼の右腕であったジョージ・スマイリーは引退を余儀なくされる。
退職後ほどなくコントロールは死去。ほぼ同時期にイスタンブールに派遣されていたリッキー・ターの前に、「もぐら」の情報を持つモスクワ・センターの女イリーナが現れる。彼女と恋仲になったターはイリーナをイギリスに亡命させるためサーカス本部に連絡するが、翌日イリーナはモスクワ・センターに発見され連れ去られる。サーカス内部に「もぐら」がいることを察知したターはイギリスへ戻り、オリバー・レイコン外務次官に連絡。彼は、引退したスマイリーに「もぐら」探しを要請する。スマイリーは、ターの上司のピーター・ギラムと、ロンドン警視庁公安部のメンデル警部とともに調査を始める。

## キャスト
ジョージ・スマイリー
演 - ゲイリー・オールドマン、日本語吹替 - 辻親八
サーカス元幹部。コントロールのかつての右腕で、コントロールの辞任に伴い退職して隠棲していたところを、レイコン外務次官の要請によりサーカス内部の「もぐら」を探るが、生前のコントロールからは「ベガーマン（乞食）」のコードネームを付けられ、彼自身が「もぐら」である可能性を疑われていたことを知る。
ビル・ヘイドン
演 - コリン・ファース、日本語吹替 - 森田順平
サーカス幹部。スマイリーの妻アンと不倫関係にある。コントロールがつけたコードネームは「テイラー（仕立て屋）」。
リッキー・ター
演 - トム・ハーディ、日本語吹替 - 鶴岡聡
サーカス工作官。スカルプハンター要員（日本語字幕では「首狩り人」とも。汚れ仕事を請負う工作員）。ソ連使節の寝返り工作のため、イスタンブールに派遣され、イリーナと出会う。彼女の失踪後、口座に不審な入金があったことで「もぐら」と疑われ、消息を絶っていた。レイコン外務次官にサーカス内部の「もぐら」の存在を示唆する密告電話をかける。ソ連側に拘束されたイリーナを取り戻すことを条件に、スマイリーたちに協力する。
ジム・プリドー
演 - マーク・ストロング、日本語吹替 - 加藤亮夫
サーカス工作官。ヘイドンの「親友」。「もぐら」の情報を持つという将軍の仲介役と接触するが、危険を察知して立ち去ろうとしたところを銃撃される。
ロイ・ブランド
演 - キアラン・ハインズ、日本語吹替 - 水野龍司
サーカス幹部。コントロールがつけたコードネームは「ソルジャー（兵隊）」。
ピーター・ギラム
演 - ベネディクト・カンバーバッチ、日本語吹替 - 小川輝晃
サーカス中堅幹部。新人女子職員を口説くなど、手が早いことで知られているが、男性の愛人がいることが劇中で示唆されている。スマイリーに要請され、「もぐら」探しのチームの一員となり、サーカスから調査に必要な書類を持ち出すなどする。
トビー・エスタヘイス
演 - デヴィッド・デンシック、日本語吹替 - 鈴木正和
サーカス幹部。「ウィーンの美術館で震えているところをコントロールに拾われて栄達したくせに土壇場で裏切った」とスマイリーに強く責められ、強制送還を示唆されたことに怯え、隠れ家の住所をもらす。コントロールがつけたコードネームは「プアマン（貧乏人）」。
ジェリー・ウェスタビー
演 - スティーヴン・グレアム、日本語吹替 - 松本忍
サーカス元工作官。プリドーの事件発生時の当直。
オリヴァー・レイコン
演 - サイモン・マクバーニー
外務次官でサーカスの監視役。ターからのタレコミを受け、スマイリーに調査を命じる。アレリンとは予算で衝突する等、良い感情を持っていない。
パーシー・アレリン
演 - トビー・ジョーンズ、日本語吹替 - 佐々木睦
サーカスの現リーダー。「ウィッチクラフト作戦」と称するソ連大使館員との接触のための隠れ家の予算を強引に認めさせるなど、強権的な手法から「アレリン陛下」と揶揄されている。「どけちのスコットランド人」とパーティーのさなかに罵られるなど、コントロールとは私的・公的に確執があった。彼がつけたコードネームは「ティンカー（鋳掛け屋）」。
コントロール
演 - ジョン・ハート、日本語吹替 - 大塚周夫
サーカスの前リーダー。組織内の「もぐら」の存在を強く疑っていた。ハンガリーでの作戦失敗の責任を取る形で辞職を迫られる。辞職後に病院のベッドらしきところで死亡しているカットが挿入される。
イリーナ
演 - スヴェトラーナ・コドチェンコワ、日本語吹替 - 石田嘉代
ターの前に現れたモスクワ・センターの女。同僚から暴行を受けているのをターに監視されていた。「青年実業家」として接触してきたターの正体を見抜いており、「もぐら」の情報と引換えに亡命を希望するも、ソ連側に情報が漏れ本国に拉致され処刑される。
コニー・サックス
演 - キャシー・バーク、日本語吹替 - 増子倭文江
サーカスの元ソ連分析官。「イギリス人が誇りを持てた」大戦期からサーカスにいたベテラン。映像解析から、アレリンが接触している大使館員がスパイである可能性を示唆するも黙殺され、自身もコントロールらの退職後2週間で解雇される。
メンデル
演 - ロジャー・ロイド＝パック
ロンドン警視庁公安部の元警部。退職後、養蜂を行っていたが、スマイリーの要請で「もぐら」探しのチームになる。
マッケルヴォア
演 - クリスチャン・マッケイ
サーカスのパリ駐在員。
アレクセイ・ポリヤコフ
演 - コンスタンチン・ハベンスキー
在ロンドンソ連大使館文化官。実はモスクワ・センターのロンドン駐在。「ウィッチクラフト作戦」の要として、ソ連から重要情報を流していると思われていたが、その実の正体はカーラの手先。
カーラ
演 - マイケル・サーン（声のみ）
「もぐら」を操るモスクワ・センター幹部。スマイリーは「論理を重んじる狂信者」、プリドーは「司祭のような男」と評する。かつてスマイリーが素性を知らずに寝返り工作のため接触したことがあり、そのとき渡されたライター（スマイリーが妻アンからプレゼントされたもの）を未だに持っている。
クリスマスパーティーの招待客
演 - ジョン・ル・カレ（カメオ出演）

## 製作

### 企画
プロジェクトはワーキング・タイトル・フィルムズの依頼でピーター・モーガンが脚本の草案を書き上げたことで開始された。モーガンはその後、私的な理由のために脚本を降板したものの、製作総指揮として残留した。モーガンの離脱により、ワーキング・タイトルは脚本再考のためにブリジット・オコナーとピーター・ストローハンを雇った。2009年7月9日、トーマス・アルフレッドソンの監督着任が明らかになった。本作は彼にとって初めての英語作品となる。本作はスタジオカナルの資金援助により、2100万ドルの製作費を持っていた。

### キャスティング
監督はジョージ・スマイリー役にゲイリー・オールドマンを選び、彼は「高貴な顔」と「必要とされる静かな強さと知性」を持っていると説明した。デヴィッド・シューリスは早い段階で出演交渉がされていた。マイケル・ファスベンダーはリッキー・ター役で出演交渉されていたが、『X-MEN:ファースト・ジェネレーション』の撮影とスケジュールが重なってしまった。その代わりにトム・ハーディが同役を演じることになった。2010年9月17日、マーク・ストロングの出演が確定した。また、ジャレッド・ハリスは『シャーロック・ホームズ シャドウ ゲーム』とのスケジュール衝突により断念し、彼の役はトビー・ジョーンズが演じることになった。

### 撮影・編集

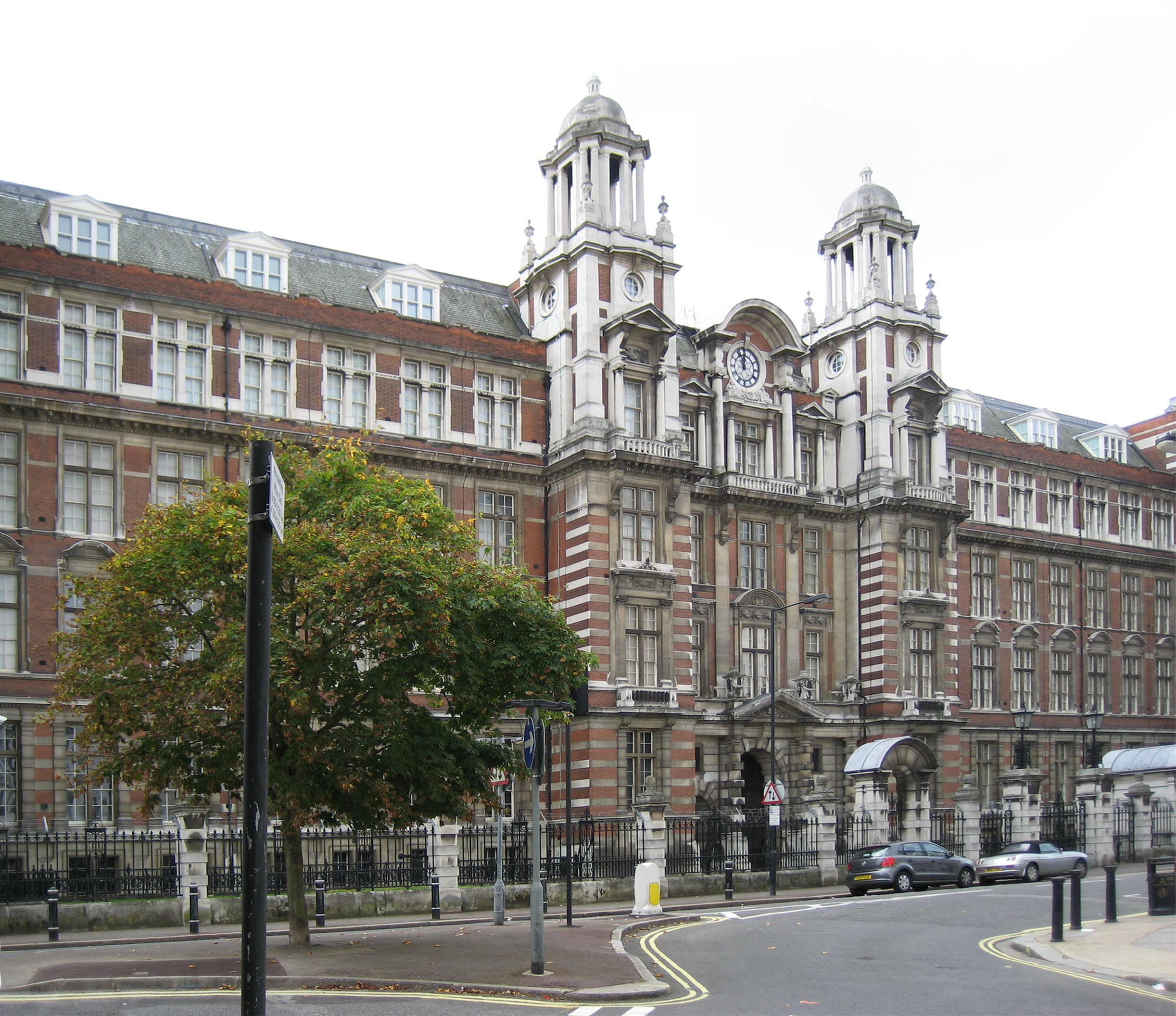
「サーカス」の外観となったブライスハウス

主要撮影は2010年10月7日から12月22日までに行われた。スタジオのシーンは北ロンドンのミル・ヒルにある旧軍兵舎で撮影された。「サーカス」の外観には西ロンドンのブライスハウスが使われた。
原作小説でチェコスロバキアで発生する事件は、ハンガリーで撮影された。製作チームはブダペストで5日間の撮影を行った。また、原作小説では香港で起こった一件はイスタンブールに変更され、クリスマス直前の9日間にはイスタンブールでも撮影した。アルフレッドソンの前作『 ぼくのエリ 200歳の少女』でも共同したホイテ・ヴァン・ホイテマ（撮影）とディノ・ヨンサーテル（編集）が本作にも参加している。
編集には6ヶ月を費やした。

### 音楽
主な挿入歌は以下のとおり。
- フリオ・イグレシアス 「ラ・メール」
- ハリケーン・スミス 「太陽を消さないで」
- サミー・デイヴィスJr. 「Spinning Wheel」
- ジョージ・フォームビー 「Mr Wu's a Window Cleaner Now」
- チャーリー・リッチ 「The Proudest, Loneliest Fool」

製作チームは、映画の最後にジョージ・スマイリーが一人で居る時に聴く曲をフランスの曲 「ラ・メール」だろうと推測した。スマイリーが曲を聴く場面も撮影されたが、結局それがあまりにも多くの意味を与えることを避けるためにカットされた。

## 公開

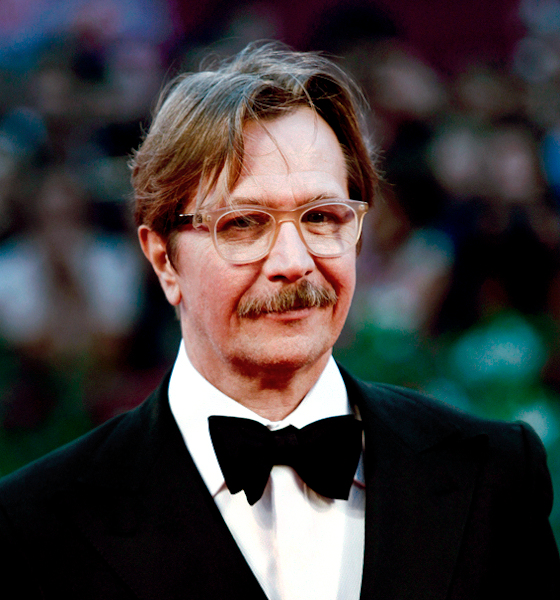
ヴェネツィア国際映画祭でのプレミア時のゲイリー・オールドマン。

プレミア上映は2011年9月5日、第68回ヴェネツィア国際映画祭のコンペティション上映で行われた。イギリスではスタジオカナルUKの配給で2011年9月16日に公開された。アメリカ合衆国での権利は、ワーキング・タイトルと恒久的なファーストルック契約を結んでいるユニバーサル・ピクチャーズが買い取り、その子会社であるフォーカス・フィーチャーズに譲渡された。フォーカスはアメリカでの拡大公開を目指した上で、2011年12月9日に限定公開を開始した。

### 批評家の反応
『裏切りのサーカス』は批評家には概ね好評であった。2011年12月15日時点でRotten Tomatoesでは120件のレビューで84%が支持して「フレッシュ」で平均点は7.8/10である。
日本でも、2012年度のキネマ旬報・外国映画ベストテンで、10位にランクインされた。

### 興行収入
イギリスでは公開から3週連続で週末興行収入1位となった。2013年5月11日時点で、Box Office Mojo調査による世界興行収入は8063万608ドルに達している。

### 受賞歴
| 主催                           | 発表日         | 部門                         | 対象                                        | 結果       |
| ------------------------------ | -------------- | ---------------------------- | ------------------------------------------- | ---------- |
| ヴェネツィア国際映画祭         | 2011年9月10日  | 金獅子賞                     | 『裏切りのサーカス』                        | ノミネート |
| ハリウッド映画祭               | 2011年10月25日 | 作曲賞                       | アルベルト・イグレシアス                    | 受賞       |
| 英国インディペンデント映画賞   | 2011年12月4日  | 英国インディペンデント映画賞 | 『裏切りのサーカス』                        | ノミネート |
| 英国インディペンデント映画賞   | 2011年12月4日  | 監督賞                       | トーマス・アルフレッドソン                  | ノミネート |
| 英国インディペンデント映画賞   | 2011年12月4日  | 主演男優賞                   | ゲイリー・オールドマン                      | ノミネート |
| 英国インディペンデント映画賞   | 2011年12月4日  | 助演女優賞                   | キャシー・バーク                            | ノミネート |
| 英国インディペンデント映画賞   | 2011年12月4日  | 助演男優賞                   | トム・ハーディ                              | ノミネート |
| 英国インディペンデント映画賞   | 2011年12月4日  | 助演男優賞                   | ベネディクト・カンバーバッチ                | ノミネート |
| 英国インディペンデント映画賞   | 2011年12月4日  | 技術貢献賞                   | マリア・ジャーコヴィク（美術）              | 受賞       |
| ワシントンD.C.映画批評家協会   | 2011年12月5日  | 脚色賞                       | ブリジット・オコナー ピーター・ストローハン | ノミネート |
| サンフランシスコ映画批評家協会 | 2011年12月11日 | 主演男優賞                   | ゲイリー・オールドマン                      | 受賞       |
| サンフランシスコ映画批評家協会 | 2011年12月11日 | 脚色賞                       | ブリジット・オコナー ピーター・ストローハン | 受賞       |
| 女性映画批評家協会             | 2011年12月18日 | 男優賞                       | トム・ハーディ（Warriorに対しても）         | 受賞       |
| サテライト賞                   | 2011年12月18日 | 作品賞                       | 『裏切りのサーカス』                        | ノミネート |
| サテライト賞                   | 2011年12月18日 | 監督賞                       | トーマス・アルフレッドソン                  | ノミネート |
| サテライト賞                   | 2011年12月18日 | 主演男優賞                   | ゲイリー・オールドマン                      | ノミネート |
| シカゴ映画批評家協会           | 2011年12月19日 | 主演男優賞                   | ゲイリー・オールドマン                      | ノミネート |
| シカゴ映画批評家協会           | 2011年12月19日 | 脚色賞                       | ブリジット・オコナー ピーター・ストローハン | ノミネート |
| セントルイス映画批評家協会     | 2011年12月19日 | 主演男優賞                   | ゲイリー・オールドマン                      | ノミネート |
| フェニックス映画批評家協会     | 2011年12月27日 | 主演男優賞                   | ゲイリー・オールドマン                      | ノミネート |
| オンライン映画批評家協会       | 2012年1月2日   | 主演男優賞                   | ゲイリー・オールドマン                      | ノミネート |
| オンライン映画批評家協会       | 2012年1月2日   | 脚色賞                       | ブリジット・オコナー ピーター・ストローハン | 受賞       |
| オンライン映画批評家協会       | 2012年1月2日   | 編集賞                       | ディノ・ヨンサーテル                        | ノミネート |
| ロンドン映画批評家協会         | 2012年1月19日  | 作品賞                       | 『裏切りのサーカス』                        | ノミネート |
| ロンドン映画批評家協会         | 2012年1月19日  | 主演男優賞                   | ゲイリー・オールドマン                      | ノミネート |
| ロンドン映画批評家協会         | 2012年1月19日  | 脚本賞                       | ブリジット・オコナー ピーター・ストローハン | ノミネート |
| ロンドン映画批評家協会         | 2012年1月19日  | 英国作品賞                   | 『裏切りのサーカス』                        | ノミネート |
| ロンドン映画批評家協会         | 2012年1月19日  | 英国男優賞                   | ゲイリー・オールドマン                      | ノミネート |
| ロンドン映画批評家協会         | 2012年1月19日  | 技術賞                       | マリア・ジャーコヴィク（美術）              | ノミネート |
| 美術監督組合                   | 2012年2月4日   | ピリオド映画美術賞           | マリア・ジャーコヴィク                      | ノミネート |
| 全米撮影監督協会               | 2012年2月12日  | 映画撮影賞                   | ホイテ・ヴァン・ホイテマ                    | ノミネート |
| 映画芸術科学アカデミー         | 2012年2月26日  | 主演男優賞                   | ゲイリー・オールドマン                      | ノミネート |
| 映画芸術科学アカデミー         | 2012年2月26日  | 脚色賞                       | ブリジット・オコナー ピーター・ストローハン | ノミネート |
| 映画芸術科学アカデミー         | 2012年2月26日  | 作曲賞                       | アルベルト・イグレシアス                    | ノミネート |